# 石硤尾體育會
石硤尾體育會（簡稱石硤尾；英文：Shek Kip Mei Sports Association）於1970年代加入香港足球聯賽，多年來均在乙丙組浮沉。2007年他們奪得乙組聯賽亞軍，獲得升上甲組資格，先後將的會籍借予華家堡及屯門普高，隨著屯門普高被取消參賽資格，石硤尾亦喪失會籍。

## 球隊歷史

### 乙丙組年代
石硤尾在2005-06年度球季，獲得香港丙組(甲)足球聯賽亞軍，並且在接著的丙組聯賽總決賽中奪冠，取得升上乙組聯賽的資格。
在2006-07年度球季升上乙組聯賽後，前流浪及愉園班主林大輝入主石硤尾，並從港會羅致了多名主力球員，亦從香雪晨曦簽下前香港隊球員賴啟卓，獲得乙組聯賽亞軍，成功取得升上甲組聯賽的資格。惟林大輝卻退出石硤尾，改為入主沙田，令石硤尾升班的問題曾一度成疑。

### 華家堡年代
在確定升上甲組後的初期，公民主席貝鈞奇暫為負責組軍工作，並吸引了物流業公司華家堡的冠名贊助。華家堡在甲組聯賽只得尾二，按例需要降班，球會主席林鶴齡只在甲組角逐一年便宣佈解散球隊，並將會籍交回石硤尾。

### 屯門普高年代
石硤尾將會籍借予前香港隊門將任煒雄成立的屯門普高足球會，以丙組甲球隊屯門足球會球員為班底，加上數名國援組成，實力較弱季初連場大敗。2009年3月31日聯賽對愉園，在完場前7分鐘內連失四球而以1-5落敗，爆出懷疑打假波事件，香港廉政公署介入調查。由於事件令香港足球聲譽蒙污，加上應屆丙組聯賽總冠軍屯門體育會主席胡丁有，於2009年7月去信香港足球總會，澄清該會的足球隊才是屯門區有代表性的球隊，質疑屯門普高的代表性，故此有香港足球總會董事局成員反對石硤尾在2009-10年度球季繼續以「屯門普高」名義參加甲組賽事。
隨著屯門普高因逾期未有購買勞工保險，遭香港足球總會取消參賽資格，石硤尾亦受連累喪失會籍退出。

## 球會榮譽
| 丙組聯賽 冠軍 | 1 | 2005-06年 |